# 壞女人好女人
《壞女人好女人》（韓語：나쁜여자 착한여자）是韓國MBC於2007年1月1日起播放的日日連續劇。

## 演員陣容

### 主要人物
- 崔真實 飾 李世英
建宇的妻子。一個結婚六年的全職主婦。自小父母和弟弟因事故死亡，成了無親無故的孤兒。她在母親好友京善的幫助下念完了高中。就是這個姻緣使她在六年前，在建宇有一個叫真雅的女兒條件下跟建宇結婚了。她很久以前就暗戀建宇，而且當她看到沒有母親的年幼的真雅，就如同看到自己的自身一樣心痛，因此世英毫不猶豫地選擇了結婚。雖然她侍奉患有癡呆症的奶奶婆，但卻從沒有嫌惡過。有時她開朗得竟會主動裝傻來逗家人們笑。在被人看來，世英是這一家人修來的福氣，可世英始終都對他們心存著感激，她覺得是這一家人成為了自己的親人。
- 李在龍 飾 宋健宇
世英的丈夫。是一個很有能力的兒童醫院的院長，是大家所羨慕的、在社會上算得上是成功人士。他從沒有讓母親失望過，有時他還會為了母親而放棄自己想要的東西，建宇是個孝子。可唯獨在瑞晶的問題上，他沒有按照母親的意思去做。但最終他還是在母親的極力反對下，放棄了自己深愛的瑞晶。從此，愛情在建宇的人生中退場了。就在這時，他遇到了母親所喜歡的女人，一個疼愛真雅的女人世英，兩人結婚了。他覺得把家人交給這樣一個女人很放心。但結婚兩個月後，他又見到了瑞晶。此後，他明白了自己無法放棄對於瑞晶的愛…
- 成賢娥 飾 尹瑞晶
泰賢的妻子。優雅的外表，有修養的舉止，待人親切，有著善良的人品，並且出身良好的家庭，公婆家又非常富有。慈祥且深愛自己的丈夫，還有一個可愛的兒子…! 幾年前，瑞晶和建宇兩人根本不知道他們為什麼要分手，只是兩家人都極力反對他們的婚事，雖然她曾經試過懷孕的辦法，但還是沒說通。她也曾要跟建宇出走，生子過日，但建宇說他無法違背一輩子獨自把自己拉扯大的母親的意願。結果，她與建宇和孩子就這樣分開後，獨自一人去留學了。雖然她無時無刻不想念著建宇，但當瑞晶聽到建宇結婚的消息後，她拋棄一切隨即跟父親喜歡的男人泰賢結婚，取得學位後回國了。可是，他們各自結婚後，再次相逢了…
- 全盧民 飾 金泰賢
瑞京的丈夫。在疼愛家人這方面，他是不比任何人遜色的，可稱得上是一個慈祥的模範父親。他認為自己這輩子如果沒有遇到瑞京，將會是多麼不幸的事情啊。只要看到瑞京，他到現在還會心潮澎湃，泰賢實在是太愛瑞晶了。而且，他的兒子宇男又是那麼的招人喜愛，簡直是放在眼裡也不疼。擁有這樣完美的妻子和孩子，還有家人… 他沒有任何的遺憾。但他的妻子總是因為醫院的事情而忙碌… 有時他也會問自己瑞晶到底愛不愛他… 他又想這都是因為妻子聰明漂亮，自己有自卑感的原因，總不以為然地就過去了

### 金家
- 白一燮 飾 金泰賢父親
- 南允贞 飾 金泰賢繼母
- 李允美 飾 金泰熙
- 蔡振建 飾 金泰旭
- 李相吉 飾 金宇男

### 宋家
- 金容琳 飾 宋健宇奶奶
- 李孝春 飾 宋健宇母亲
- 金智宇 飾 宋智友
- 荷承里 飾 宋珍兒

### 其他
- 柳瑞真 飾 李素英
- 姜慶俊 飾 韓尚振

## 外部連結
- 韓國MBC官方網站 （页面存档备份，存于） 

| 韓國 MBC 日日劇                  | 韓國 MBC 日日劇                       | 韓國 MBC 日日劇 |
| -------------------------------- | ------------------------------------- | --------------- |
|                                  | 壞女人好女人 （2007.1.1 - 2007.7.13） |                 |
| 有多愛 （2006.7.3 - 2006.12.29） | 阿峴洞夫人 （2007.7.16 - 2008.5.9）   |                 |

| 台灣 東森綜合台 星期一至五20:00-22:00 11/3日20:00-21:00 | 台灣 東森綜合台 星期一至五20:00-22:00 11/3日20:00-21:00 | 台灣 東森綜合台 星期一至五20:00-22:00 11/3日20:00-21:00 |
| ------------------------------------------------------- | ------------------------------------------------------- | ------------------------------------------------------- |
|                                                         | 壞女人好女人 （2008.8.21 - 2008.11.3）                  |                                                         |
| 遊戲女王 （2008.7.14 - 2008.8.20）                      | 愛戀檢察官 （2008.11.3 - 2009.1.28）                    |                                                         |